# Ewan MacColl
Ewan MacColl, vlastním jménem James Henry Miller (25. ledna 1915 Salford – 22. října 1989 Londýn) byl britský písničkář a politický aktivista. Byl skotského původu (jeho rodiče přišli do Anglie kvůli tomu, že otec jako odborářský předák nemohl doma najít práci). MacColl nedokončil střední školu, živil se jako příležitostný dělník a busker. Vstoupil do Komunistické strany Velké Británie, založil agitační divadlo Red Megaphones, byl sledován tajnou službou MI5. Je autorem 300 skladeb, např. protestsongů „The Manchester Rambler“, „Dirty Old Town“, „The Ballad of Tim Evans“, „The Asphalter's Song“, „Against the Atom Bomb“, sovětského vůdce oslavil v písni „The Ballad of Stalin“, složil také milostnou píseň „The First Time Ever I Saw Your Face“ (verze, kterou nazpívala Roberta Flack, získala v roce 1972 cenu Grammy). Spolupracoval jako scenárista s BBC, produkoval desky zpěváka Dominica Behana, vydal autobiografickou knihu Journeyman. Cestoval po Británii a sbíral lidové písně, zejména mezi irskými kočovníky, založil soubor The Critics Group, zabývající se studiem folkové hudby. Angažoval se také v hnutí proti rozmístění jaderných zbraní na britském území, podporoval hornickou stávku v letech 1984–85. Byl třikrát ženatý: první manželka byla herečka a režisérka Joan Littlewwodová, druhá Jean Newloveová a třetí americká zpěvačka Peggy Seeger, o dvacet let mladší. Měl pět dětí, dcera Kirsty MacCollová byla úspěšná zpěvačka.